# Макуокета (река)
Макуокета (англ. Maquoketa ) — река в северо-восточной части штата Айова (США), приток реки Миссисипи. Длина реки около 240 км, а площадь водосборного раздела 4387 км².

## Курс
Макуокета начинается в юго-восточной части округе Фейетт, юго-западнее города Арлингтон и примерно в 16 км к востоку от города Элвина. Она протекает на северо-восток, а затем на юго-восток через округа Клейтон, Делавэр, Джонс и Джэксон, через «Магистральный государственный парк» и города Данди, Манчестер и Монтиселлоу. Затем Макуокета течет на восток, приближаясь к реке Миссисипи. Устье находится в восточной части округе Джэксон, в нескольких километрах вверх по течению от города Сейбулы.

## Дамбы
На реке есть три небольшие плотины:
- Плотина «Дели» (также известная как плотина Хартвика) образует водохранилище площадью 1,6 км² ниже Манчестера в округе Делавэр[4]. В субботу 24 июля 2010 года плотина Дели была прорвана из-за проливных дождей и быстрого подъема реки Макуокета[5]. С тех пор сооружение было реконструировано.
- Плотина «Мон-Мак» в округе Джонс к востоку от Монтиселлоу когда-то использовалась для выработки электроэнергии для города. В ближайшее время ее планируют демонтировать.
- Плотина «Лейкхерст» в городе Макуокета.

## Отдых
Участок реки от плотины «Мон-Мак» до шоссе № 136 является одной из самых популярных мест прогулок на каноэ в Айове. На большей части этого участка река протекает через каньон, ограниченный крутыми скалами силурийского доломита. Большие участки окружающей земли открыты для общего пользования. Стены каньона являются одним из самых популярных мест для скалолазания в Восточной Айове, с многочисленными маршрутами и заранее установленными якорями для альпинистских веревок. Самая высокая скала имеет высоту 23 м.